# Pietro Maria Borghese
Pietro Maria Borghese (Siena, 1599 - Roma, 15 de junho de 1642) foi um cardeal do século XVII.

## Biografia
Nasceu em Siena em 1599. De família patrícia. Segundo dos três filhos de Curzio Borghesi, advogado, e Silvia Saraceni. Os outros irmãos eram Pierfrancesco e Ortensia. Sobrinho de um primo do Papa Paulo V (1605-1621). Herdou a fortuna do cardeal Scipione Caffarelli-Borghese (1605). Seu primeiro nome também está listado como Pier Maria.
Estudou na Universidade de Siena, onde obteve o doutorado em utroque iure , tanto em direito canônico quanto em direito civil.
Não recebeu nenhum favor de seu tio-avô, o papa. Foi a Roma com seu pai após a morte do Papa Paulo V em 1621 para participar de seu funeral. O novo Papa Urbano VIII desejava conferir um cardinalato à família Borghese, da qual recebeu o seu, e assim o papa promoveu Pietro Maria Borghese.
Criado cardeal diácono no consistório de 7 de outubro de 1624, com dispensa de ainda não ter recebido as ordens sagradas; recebeu o chapéu vermelho e a diaconia de S. Giorgio em Velabro, em 13 de novembro de 1624. Abade comendador de três ricas abadias. Optou pela diaconia de S. Maria in Cosmedin, 24 de agosto de 1626. Optou pelo título de S. Crisogono, pro illa vice- diaconia, 19 de dezembro de 1633. Desde 1638, protetor da República de Gênova (na prática um representante perante a Santa Sé).
Morreu em Roma em 15 de junho de 1642, após 14 dias de doença, em seu palácio romano. Enterrado no túmulo de seu ancestral na Capela Borghese, basílica patriarcal da Libéria, Roma